# Diego Dorta
Diego Martín Dorta Montes (Montevidéu, 31 de dezembro de 1971) é um ex-futebolista uruguaio que atuava como volante.

## Títulos
Peñarol
- Campeonato Uruguaio: 1993, 1994 e 1995

Seleção Uruguaia
- Copa América: 1995

Independiente
- Supercopa Libertadores: 1995